# Kim Director
Kim Director (ur. 13 listopada 1974 w Miami) – amerykańska aktorka filmowa i telewizyjna. Głównie kojarzona z występem w horrorze Joego Berlingera Księga cieni: Blair Witch 2 (2000), będącym sequelem dreszczowca Blair Witch Project (1999), oraz z drugoplanowych ról w filmach Spike’a Lee: Plan doskonały (2006), Ona mnie nienawidzi (2004), Wykiwani (2000) i Mordercze lato (1999).

## Filmografia
- 2008: Dowody zbrodni (Cold Case) jako Marisa D’Amico
- 2008: Powrót do życia (Life) jako Cheryl Price
- 2007–2008: Cavemen jako Heather
- 2006: Shark jako Veronica Dale
- 2006: A Crime jako Ashley
- 2006: Life Is Short jako Erin
- 2006: CSI: Kryminalne zagadki Miami (CSI: Miami) jako Gloria Williams
- 2006: Plan doskonały (Inside Man) jako Stevie
- 2006: Live Free or Die jako Donna
- 2005: Charlie’s Party jako Zoe Fields
- 2005: Prawo i porządek: Zbrodniczy zamiar (Law & Order: Criminal Intent) jako Jocelyn Shapiro
- 2004: Ona mnie nienawidzi (She Hate Me) jako Grace
- 2004: Tony 'n' Tina's Wedding jako Connie
- 2003: Seks w wielkim mieście (Sex and the City) jako Grace
- 2002: Unforeseen jako Cashier
- 2000: Księga cieni: Blair Witch 2 (Book Of Shadows: Blair Witch 2) jako Kim
- 2000: Blair Witch WebFest jako Kim
- 2000: Wykiwani (Bamboozled) jako Starlet
- 1999: Mordercze lato (Summer Of Sam) jako Dee
- 1999: Prawo i bezprawie (Law & Order: Special Victims Unit) jako kelnerka
- 1998: Gra o honor (He Got Me) jako Lynn